# Utsurimono
Der Utsurimono (写りもの, etwa „Harmonie-Sorte“), kurz Utsuri, ist ein Nishikigoi (Kurzform Koi), also ein Farbkarpfen.
Er soll aus der Asagi-Linie abstammen. Er hat eine schwarze Grundfarbe und besitzt entweder weiße (Shiro), rote (Hi) oder gelbe Flecken (Ki). Das Shiro, Hi oder Ki sollte gleichmäßig über den ganzen Körper verteilt sein. Die Brustflossen enthalten Sumi-(墨, „Tusche“)-Streifen (Motoguro).
Weitere Untergliederung:
- Shiro Utsuri (白写り, „Weiß-Harmonie“) – schwarze Grundfarbe und weiße Zeichnung
- Hi Utsuri (緋写り, „Scharlach-Harmonie“) – schwarze Grundfarbe und rote Zeichnung
- Ki Utsuri (黄写り, „Gelb-Harmonie“) – schwarze Grundfarbe und gelbe Zeichnung
- Doitsu (ドイツ, „deutscher“) Shiro-, Hi- und Ki Utsuri – lederartige Haut, mit sehr wenigen oder keinen Schuppen

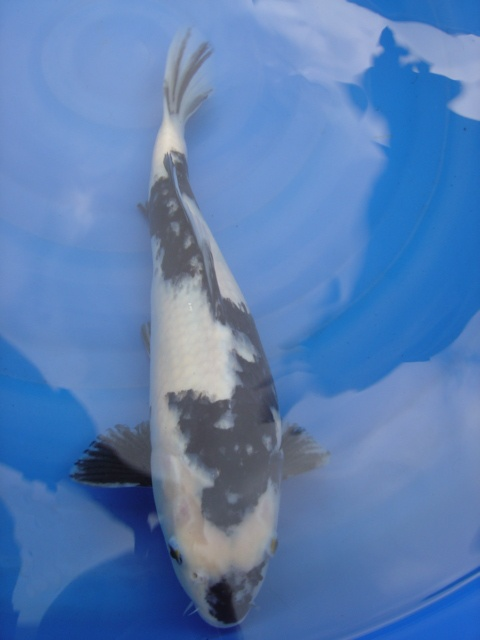
Shiro Utsuri
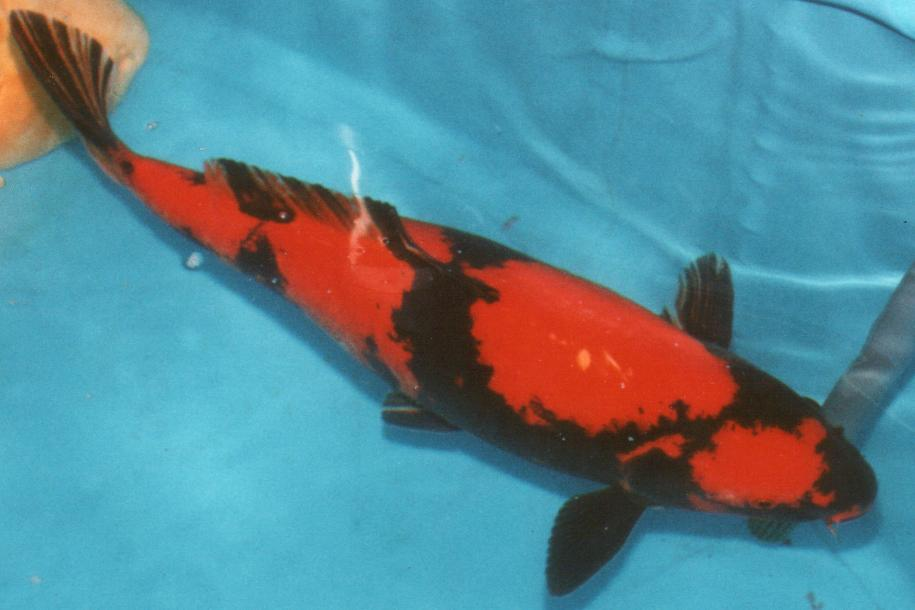
Hi Utsuri